# Simona (telenovela)
Simona è una telenovela argentina creata da Pol-ka Producciones. Viene trasmessa dal 22 gennaio al 31 agosto 2018 sul canale argentino El Trece. La serie ha come protagonisti Ángela Torres, Agustín Casanova, Gastón Soffritti, Renato Quattordio, Juan Darthés, Ana María Orozco,  e e come antagonista Romina Gaetani.
La serie venne prodotta a seguito dell'insuccesso di Love Divina, che in Argentina fece registrare pessimi ascolti.

## Trama
Simona (Ángela Torres) è una ragazza felice e divertente; sicura di se stessa e di ciò che vuole. È un'adolescente che ha dovuto superare delle difficoltà già da piccola, ha dovuto imparare a crescere senza i suoi genitori.
Appena scopre di essere incinta, Marilina (Ana María Orozco), madre biologica di Simona, ama sua figlia con tutto il cuore, giura di proteggerla sempre da tutto il male. Tuttavia il destino la mette di fronte a un cammino diverso da quello sognato; un cammino oscuro e spiacevole: Marilina si trova coinvolta in un confuso e violento episodio per il quale finisce in carcere, lontano dall'amata figlia.
Così, la piccola Simona viene mandata in un orfanotrofio, all'attenzione quasi esclusiva di Rosa (Maria Rosa Fugazot) una delle cameriere del turno di notte. Tra le due si instaura un legame molto forte e così Rosa decide di chiedere l'affido legale della bambina.
Simona cresce felice, amata e contenuta dalla sua madre adottiva, senza necessità di sapere del suo passato che per ora sente lontano. Con audacia, non esita a sostituire Rosa come impiegata domestica nella casa Guerrico, dal momento che Rosa deve allontanarsi per problemi di salute.
Nella grande casa di famiglia, deve sottostare al comando di Diego (Juan Darthés), un rinomato specialista in traumatologia, proprietario della casa. Inoltre, sotto lo stesso tetto si rincontra con Romeo (Gastón Soffritti), il primogenito dei tre nipoti del suo attuale boss, che ha conosciuto fin dall'infanzia. Quella vicinanza andrà, a poco a poco, a risvegliare l'amore tra i due giovani.
D'altra parte, quel destino che era imperfetto per Marilina, tende a migliorare: esce di prigione e, come primo passo, cerca di inserirsi nel mondo del lavoro. Grazie al suo eccellente background come fisioterapista, presto ottiene un lavoro presso la clinica trauma di Guerrico. Lì incontrerà Diego, di cui si innamorerà follemente, ancor più quando scoprirà che è diventato un grande punto di riferimento per sua figlia. Tuttavia, la strada verso la tanto desiderata felicità presenterà nuovi ostacoli: Siena (Romina Gaetani), la fidanzata del traumatologo, farà l'impossibile in modo che questa relazione non prosperi. Allo stesso modo agirà con Simona, poiché Siena la detesta per la sua vitalità e sicurezza, oltre a essere diventata una sorta di "protetta" per il suo partner Diego.
Mentre queste due storie d'amore cercheranno di consolidarsi, altri membri del clan Guerrico faranno il loro, causando innumerevoli incontri e distanziamenti. È il caso di Dante (Agustín Casanova) che cercherà avvicinarsi a Simona e Junior (Renato Quattordio), fratelli minori di Romeo, ai quali si aggiungeranno i fedeli impiegati della villa: Lucre (Vanesa Butera), la cuoca, Oscar (Yayo Guridi), l'autista; e Javiera (Patricia Echegoyen), la governante.
Allo stesso modo, la clinica di Diego sarà anche la scena di queste oscillazioni d'amore, con Paul (Darío Barassi) e Santiago (Federico Olivera) dottori e partner di Diego e Johnny (Marcelo Mazzarello) l'avvocato - come testimoni, e anche complici di tutto.
Nel frattempo, Simona non solo sogna l'amore ma ha anche un obiettivo molto chiaro: riuscire a trionfare come cantante, che è la sua vera passione nella vita.

## Puntate
| Stagione       | Puntate | Prima TV Argentina | Prim TV Italia |
| -------------- | ------- | ------------------ | -------------- |
| Prima stagione | 154     | 2018               | inedita        |

## Personaggi
- Ángela Torres: Simona Sanchez
- Gastón Soffritti: Romeo Guerrico
- Agustín Casanova: Dante Guerrico
- Renato Quattordio: Junior Guerrico
- Juan Darthés: Diego Guerrico
- Ana María Orozco: Marilina Mendoza
- Romina Gaetani: Sienna Velasco
- María Rosa Fugazot: Rosa
- Thais Rippel: Chipi Becker
- Stefanía Roitman: Lula Achával
- Federico Olivera: Santiago Solano
- Darío Barassi: Paul Medina
- Mercedes Scápola: Angie Buero
- Minerva Casero: Ailín Medina
- Fausto Bengoechea: Piru
- Agustina Cabo: Agustina Becker
- Florencia Vigna: Trini Berutti
- Vanesa Butera: Lucrecia Juárez
- Patricia Echegoyen: Javiera Fornide
- Yayo Guridi: Oscar Torreta
- Marcelo Mazzarello: Juan Alberto "Johnny" Lambaré
- Andrés Gil: Leonardo "Leo"
- Christian Inglize: Alan
- Gabriel Gallichio: Blas

## Produzione
Le riprese sono iniziate dal 13 novembre 2017. Dall'8 dicembre 2017 il canale El Trece ha cominciato a trasmettere i primi promo della serie. 